# Dolbury Castle

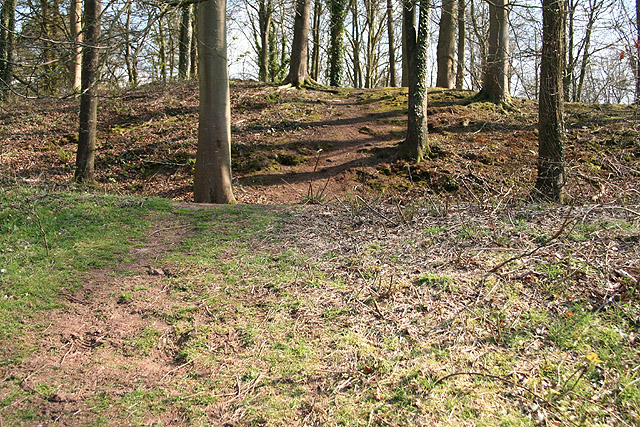
Erdwerke von Dolbury Castle

Dolbury Castle ist ein Hillfort oder eine Einfriedung aus der Eisenzeit im Killerton Park in der englischen Grafschaft Devon.
Es wird in etlichen Büchern und Websites über die Eisenzeit in England erwähnt. Dolbury Castle liegt auf einem Hügel in 128 Meter Seehöhe. Auf dem Hügel gibt es eine flache Landspitze nach Norden, die immer noch in über 100 Meter Seehöhe in einer Flussschleife des River Culm liegt. Die Lage des Hügels im Tal des River Culm ist sehr prominent.